# Mari Carmen García Vela
Mari Carmen García Vela és una presentadora de televisió espanyola nascuda al barri madrileny de Lavapiés en 1942.

## Trajectòria professional
Llicenciada en Geografia i Història per la Universitat Complutense de Madrid, va ingressar en Televisió espanyola en 1962 després de guanyar el concurs de joves talents Caras nuevas. Als pocs mesos va començar a treballar a Radio Nacional de España, amb programes com Llamada al corazón, labor que aniria compatibilitzant amb aparicions en diferents espais de TVE (com a Escuela TV, Academia TV o Unos pasos por los libros, 1965).
Entre 1975 és assigndaa als serveis informatius, i durant els següents tres anys col·labora en el programa Siete días així com al Telediario. En 1978 se li encarrega la presentació d' El canto de un duro, un programa de contingut econòmic, i hi va romandre fins 1981, quan torna a Telediario.
No obstant això, la gran popularitat la hi deu a Informe semanal. En 1983 va ser cridada per Ramon Colom Esmatges per a presentar el programa degà de la televisió < Espanya. La presentadora es va mantenir en l'espai fins a 1997, convertint-se així en la persona que, de manera ininterrompuda, més temps ha estat al capdavant d'un programa de televisió en Espanya.
Aquests catorze anys van fer que el programa s'associï a la seva imatge de persona seriosa, assossegada i eficaç.
Després del relleu en la direcció del programa, el nou responsable, Baltasar Magro, va prendre la decisió de presentar l'espai, la qual cosa va motivar la seva sortida. Posteriorment presentaria l'Informatiu del Canal Internacional de TVE.
Entre els nombrosos premis rebuts compta amb la Antena de Oro 1991 a la millor presentadora de TV.
Mari Carmen García Vela va figurar durant dos anys consecutius entre els deu periodistes amb major credibilitat d'Espanya, segons l'estudi del Gabinet d'Estudis de la Comunicació, Audiovisual (GECA), sobre la base d'una enquesta de l'empresa Vox Pública: En 1996 va quedar en 5è lloc i en 1997 asecendió al tercer lloc, només superada per Iñaki Gabilondo i Matías Prats.
En 2003 es reuniria amb part de l'antic equip d' Informe Semanal en el plató dels telenotícies de TVE per a celebrar el 30è aniversari del programa. Adela Cantalapiedra, Pedro Erquicia, Rosa María Mateo, Elena Martí i Baltasar Magro van ser sol alguns dels integrants d'aquesta foto de família.

## Vida personal
És casada i amb tres fills.